# Apatania hispida
Apatania hispida är en nattsländeart som först beskrevs av Forsslund 1930. Enligt Catalogue of Life ingår Apatania hispida i släktet Apatania och familjen Apataniidae, men enligt Dyntaxa är tillhörigheten istället släktet Apatania och familjen husmasknattsländor. Arten är reproducerande i Sverige. Inga underarter finns listade i Catalogue of Life.